# Административно деление на Суверенния Малтийски орден
Суверенният Малтийски орден няма традиционното за всяка суверена страна административно деление. Тъй като териториите над които Орденът упражнява своята юрисдикция са разделени георграфски, Суверенният Малтийски орден може да бъде разделен на три части:
- Малтийски дворец – административната столица на Ордена;
- Магистрална вила – втората по значение резиденция;
- Форт Сант Анджело - фортът е предаден на Суверенния Малтийски орден през 1998 г. с 99-годишен договор, според когото той е под общата юрисдикция на Малтийския орден и Малта.

Отделно орденът изгражда свои структури в страните – велики приорства, национални асоциации и др.